# 女のきず
『女のきず』はぴんから兄弟としての第一作目の作品となる楽曲である。

## 楽曲概要
- ぴんからトリオからぴんから兄弟となったときの第一作目に発売された作品でぴんから時代から通算連続4作品目となる女シリーズである。
- 売り上げ総数はトリオ時代より落ち込んだものの29万枚を超えるヒットとなった。
- 当時はぴんからトリオ時代の女シリーズでヒットを連発していた為ぴんから兄弟となった第一作目のタイトルに女が付くのかどうかで注目された。

## 楽曲内容
- 女のきず　作詞：西沢爽　作曲：和田香苗　編曲：池多孝春　（4'27"）　（発売：1973年8月10日、日本コロムビア）(SAS-2056)

B面：「哀愁海峡」　作詞：西沢爽　　作曲：遠藤実　　編曲：甲斐靖文　（4'01"）　

## 音楽出版権利
- 有限会社第一音楽出版と日本コロムビア株式会社にある。